# 1947 en Suisse
Chronologie de la Suisse
- 1943
- 1944
- 1945
- 1946
- 1947
- 1948
- 1949
- 1950
- 1951

Cette page concerne l'année 1947 du calendrier grégorien en Suisse.

## Gouvernement au1erjanvier 1947
- Conseil fédéral[1]:
  - Philipp Etter PDC, président de la Confédération
  - Enrico Celio PDC, vice-président de la Confédération
  - Ernst Nobs PSS
  - Max Petitpierre PRD
  - Eduard von Steiger UDC
  - Walther Stampfli PRD
  - Karl Kobelt PRD

## Évènements

### Janvier
Vendredi 31 janvier 
- La plupart des lacs du Plateau suisse sont gelés.

### Février
Samedi 8 février 
- En raison du manque d’eau dans les rivières, des mesures sont prises dans différentes villes pour économiser le courant électrique.
- Décès à La Tour-de-Peilz, (VD), à l’âge de 66 ans, du peintre Alexandre Mairet.

 Dimanche 9 février 
- Élections cantonales au Tessin. Guglielmo Canevascini (PSS), Nello Celio (PRD), Brenno Galli (PRD), Agostino Bernasconi  (PDC) et Giuseppe Lepori  (PDC) sont élus au Conseil d’État lors du 1er tour de scrutin.

 Mercredi 26 février 
- Décès à Frauenfeld (TG), à l’âge de 78 ans, de l’ancien conseiller fédéral Heinrich Häberlin.

### Mars
Dimanche 2 mars 
- Pour la neuvième fois de son histoire, le HC Davos devient champion de Suisse de hockey-sur-glace.

 Jeudi 13 mars 
- Élections cantonales à Bâle-Ville. Edwin Zweifel (PRD), Peter Zschokke (PLS), Carl Peter (conservateur-catholique), Fritz Ebi (PSS) et Gustav Wenk (PSS) sont élus tacitement au Conseil d’Etat, après le retrait des autres candidats présents lors du 1er tour de scrutin.

### Avril
Jeudi 10 avril 
- Création de la Société du Mont Pèlerin, à l’invitation du philosophe Friedrich Hayek, dans le but de promouvoir le libéralisme.
- Décès à Genève, à l’âge de 82 ans, du linguiste Charles Bally.

 Samedi 19 avril 
- Première de Es steht geschrieben (Les Fous de Dieu), de Friedrich Dürrenmatt, au Schauspielhaus de Zurich.

 Dimanche 20 avril 
- Élections cantonales à Zurich. Hans Streuli (PRD), Jakob Heusser (UDC), Rudolf Meier (UDC), Robert Briner (démocrate), Jakob Kägi (PSS), Josef Henggeler (PSS) et Ernst Vaterlaus (PRD) sont élus au Conseil d’État lors du 1er tour de scrutin.

 Dimanche 27 avril 
- Décès à Zurich, à l’âge de 69 ans, du peintre Heinrich Altherr.

### Mai
Jeudi 1er mai 
- L’entrepreneur et mécène Charles Veillon fonde un prix littéraire destiné à récompenser un roman publié en langue française.

 Vendredi 2 mai 
- Première liaison aérienne Genève-New York-Genève, assurée par un DC-4 de Swissair.

 Jeudi 15 mai 
- Départ de la première édition du Tour de Romandie cycliste.

 Dimanche 18 mai 
- Votations fédérales. Le peuple rejette, par 539 244 non (68,8 %) contre 244 415 oui (31,2 %), l’initiative populaire « concernant la réforme économique et les droits du travail »

 Vendredi 23 mai 
- Décès à Pully (VD), à l’âge de 68 ans, de l’écrivain Charles-Ferdinand Ramuz.
- Décès à Zumikon (ZH), à l’âge de 65 ans, de Hanns In der Gand, compositeur et interprète de chansons populaires, à qui l’on doit La petite Gilberte de Courgenay.

 Vendredi 30 mai 
- Inauguration du Musée de la Majorie (Musée cantonal des beaux-arts) à Sion (VS).
- L’ermite Nicolas de Flue (1417-1487) est canonisé.

### Juin
Lundi 9 juin 
- Décès à Zurich, à l’âge de 69 ans, du peintre Augusto Giacometti.

 Dimanche 22 juin 
- Le FC Bienne s’adjuge, pour la première fois de son histoire, le titre de champion de Suisse de football.

 Mercredi 25 juin 
- Visite de la Grande-duchesse Charlotte de Luxembourg.

### Juillet
Dimanche 6 juillet 
- Votations fédérales. Le peuple approuve, par 556 803 oui (53,0 %) contre 494 414 non (47,0 %), la révision des articles de la constitution fédérale relatifs au domaine économique.
- Votations fédérales. Le peuple approuve, par 862 036 oui (80,0 %) contre 215 496 non (20,0 %), la loi fédérale sur l’assurance-vieillesse et survivants (AVS).

 Dimanche 13 juillet 
- Inauguration de la conduite souterraine du Mont-Lachaux, d’une longueur de 2,5 kilomètres, qui approvisionne en eau potable la station de Crans-Montana (VS). Les travaux ont coût 1,8 million de francs.

 Vendredi 25 juillet 
- Décès à Lausanne, à l’âge de 62 ans, du compositeur Alexandre Dénéréaz.

 Samedi 26 juillet 
- Une collision entre deux trains à Bennau provoque la mort de 10 personnes.

### Août
Mardi 5 août 
- Visite d’Eva Perón, première dame d’Argentine.

 Lundi 11 août 
- Décès à Épalinges (VD), à l’âge de 73 ans, du juriste André Mercier, qui présida différents tribunaux arbitraux et commissions de conciliations durant l’Entre-deux-guerres.

 Dimanche 24 août 
- L’Italien Gino Bartali remporte le Tour de Suisse cycliste.

### Septembre
Dimanche 14 septembre 
- Décès à Kilchberg (Zurich) (ZH), à l’âge de 51, du colonel Gustav Däniker, licencié de l'armée et de l'enseignement universitaire durant la guerre pour avoir manifesté des sympathies pro-allemandes.

 Mardi 30 septembre 
- Inauguration du Village d'enfants Pestalozzi à Trogen (AR).

### Octobre
Dimanche 5 octobre 
- Le 1er Grand Prix automobile de Lausanne, disputé à la Blécherette, est remporté par le pilote italien Luigi Villoresi.
- Inauguration du premier hippodrome permanent de Suisse à Aarau.

 Dimanche 28 octobre 
- Élections au Conseil national. Le PSS cède sa position de fraction majoritaire au PRD. Le Parti suisse du Travail obtient sept sièges. Le PRD obtient 52 sièges (+ 5), le PSS 48 (- 7), les conservateurs catholiques 44 (+ 1) et les  paysans, artisans et bourgeois 21 (-1).

 Mardi 30 octobre 
- 23 États signent à Genève l'Accord général sur les tarifs douaniers et le commerce (GATT).

### Novembre
Lundi 10 novembre 
- La Migros fonde le club du livre Ex Libris.

 Mercredi 26 novembre 
- Un loup est abattu à Eischoll (VS).

 Dimanche 30 novembre 
- Création à Moutier (BE) d’un Mouvement séparatiste jurassien.

### Décembre
Lundi 1er décembre
- Le groupe radical aux Chambres fédérales désigne Rodolphe Rubattel comme candidat officiel à la succession de Walther Stampfli au Conseil fédéral.

 Vendredi 5 décembre 
- Nestlé absorbe Alimentana SA, holding des entreprises Maggi.

 Jeudi 11 décembre 
- Élection des membres du Conseil fédéral. Rodolphe Rubattel (PRD, VD) succède à Walther Stampfli (PRD, SG) au Conseil fédéral.

 Samedi 20 décembre 
- Neuf habitants de Mitholz (BE) sont tués par une série d’explosions dans un dépôt souterrain abritant 7000 tonnes de munitions. La station du Chemin de fer du Lötschberg est rasée.

 Dimanche 28 décembre 
- Pour la dixième fois de son histoire, le HC Davos devient champion de Suisse de hockey-sur-glace.